# Charmoy (Aube)
Charmoy è un comune francese di 59 abitanti situato nel dipartimento dell'Aube nella regione del Grand Est.

## Società

### Evoluzione demografica
Abitanti censiti